# Armin Hofmann
Armin Hofmann (29. června 1920 Winterthur – 18. prosince 2020 Lucern) byl švýcarský grafický designér, který s Emilem Ruderem pomohl založit Schule für Gestaltung Basel (Uměleckoprůmyslová škola v Basileji) a grafický styl známý jako „švýcarská škola“.
Roku 1947 začal vyučovat na škole v Basileji a působil tam až do počátku 70. let. Za tu dobu pomohl vychovat řadu osobností grafického designu.